# Ivanhoe (película de 1986)
Ivanhoe es una película australiana de animación de 1986 dirigida por Geoff Collins. Fue escrita por Kit Denton y Alex Nicholas y está basada en la famosa novela Ivanhoe de Sir Walter Scott, publicada en 1820. El film cuenta con las voces de Lewis Fitz-Gerald en el papel principal de Ivanhoe, Nick Tate como Sir Cedric y Robert Coleby como el legendario Robin Hood. Fue originalmente emitida por televisión. Los derechos de autor y los másteres de la película se encuentran en la actualidad como parte del dominio público.

## Sinopsis
La historia sigue las aventuras de Wilfredo de Ivanhoe, un joven y valeroso caballero sajón del siglo XII, cuyo deseo es restaurar el Trono de Inglaterra en la estirpe sajona. Ivanhoe combate a los normandos y busca liberar al Rey Ricardo Corazón de León, y en su camino se cruza con el héroe popular Robin Hood, quien lo ayudará en su lucha.

## Reparto
| Actor             | Personaje  |
| ----------------- | ---------- |
| Lewis Fitz-Gerald | Ivanhoe    |
| Nick Tate         | Sir Cedric |
| Robert Coleby     | Robin Hood |
| Simon Burke       |            |
| David Downer      |            |
| Wallas Eaton      |            |
| Brian Harrison    |            |
| Phillip Hinton    |            |
| Anna Lee          |            |
| Roger Newcombe    |            |
| Brenda Senders    |            |
| Liz Alexander     |            |